# David G. Hartwell
David Geddes Hartwell (Salem, Massachusetts; 10 de julio de 1941-Plattsburgh, Nueva York; 20 de enero de 2016) fue un editor y crítico literario estadounidense de ciencia ficción, terror y fantasía.
Trabajó para las editoriales Signet (1971-1973), Berkley Putnam (1973-1978), Pocket (donde fundó el sello Timescape, 1980-1985, y creó la línea editorial Pocket Books Star Trek) y Tor Books. Encabezó la iniciativa editorial canadiense de Tor en la convención Can-Con de Ottawa, y desde este puesto editorial influyó decisivamente en allegar a muchos escritores australianos al mercado de Estados Unidos a partir de 1984. Hartwell publicó numerosas antologías de diversos géneros relacionados con la literatura fantástica. Desde 1995, su cargo en Tor/Forge Books fue el de editor jefe ("Senior editor"). Presidió el consejo de administración de la World Fantasy Convention (Convención mundial de la fantasía) y, junto con Gordon Van Gelder, fue administrador del Premio Philip K. Dick. Obtuvo un doctorado en literatura medieval comparada.
Hartwell vivía en Westport, Nueva York en el momento de su fallecimiento y anteriormente había vivido en Pleasantville, Nueva York.

## Reconocimientos
Cada año editaba dos antologías: Year's Best SF (La mejor ciencia-ficción del año, iniciada en 1996 y coeditada con Kathryn Cramer desde 2002) y Year's Best Fantasy (La mejor fantasía del año, coeditada con Cramer desde su primera publicación en 2001). Ambas antologías se situaron regularmente en el Top 10 de las encuestas de lectores de Locus en la categoría de Mejor Antología. En 1988, ganó el Premio Mundial de Fantasía en la categoría de Mejor Antología por The Dark Descent. Esta antología fue publicada en español en 1989 por la editorial Martínez Roca, con el título de El gran libro del terror. Hartwell fue nominado para el premio Hugo en la categoría de Mejor Editor Profesional y Mejor Editor de Formato Largo en numerosas ocasiones, y ganó dicho premio en los años 2006, 2008 y 2009. Editó el premio Nébula a la mejor novela, Timescape (Cronopaisaje), de Gregory Benford, en 1980; por The Claw of the Conciliator, de Gene Wolfe (publicado 1981) y en 1982 por No Enemy But Time  (Sólo un enemigo: el tiempo), de Michael Bishop, así como el Premio Hugo por Hominids, de Robert J. Sawyer, en 2003.

### Editor
- The New York Review of Science Fiction (1988–presente) con Kathryn Cramer, Ariel Haméon, Kevin J. Maroney, Arthur D. Hlavaty, Matthew Appleton y otros.

### Series de antologías
- The Dark Descent
  - The Dark Descent (1987, publicado en España en 1989 como El Gran Libro del Terror)
  - The Colour of Evil (1990)
  - The Medusa in the Shield (1990)
  - A Fabulous Formless Darkness (1992)

- Year's Best SF
  - Year's Best SF (Book 1) (1996)
  - Year's Best SF 2 (1997)
  - Year's Best SF 3 (1998)
  - Year's Best SF 4 (1999)
  - Year's Best SF 5 (2000)
  - Year's Best SF 6 (2001)
  - Year's Best SF 7 (2002) con Kathryn Cramer
  - Year's Best SF 8 (2003) con Kathryn Cramer
  - Year's Best SF 9 (2004) con Kathryn Cramer
  - Year's Best SF 10 (2005) con Kathryn Cramer
  - Year's Best SF 11 (2006) con Kathryn Cramer
  - Year's Best SF 12 (2007) con Kathryn Cramer
  - Year's Best SF 13 (2008) con Kathryn Cramer
  - Year's Best SF 14 (2009) con Kathryn Cramer
  - Year's Best SF 15 (2010) con Kathryn Cramer
  - Year's Best SF 16 (2011) con Kathryn Cramer
  - Year's Best SF 17 (2012) con Kathryn Cramer
  - Year's Best SF 18 (2013)

- Foundations of Fear
  - Foundations of Fear (1992)
  - Visions of Fear (1994)

- Year’s Best Fantasy
  - Year’s Best Fantasy (2001) con Kathryn Cramer
  - Year’s Best Fantasy 2 (2002) con Kathryn Cramer
  - Year’s Best Fantasy 3 (2003) con Kathryn Cramer
  - Year’s Best Fantasy 4 (2004) con Kathryn Cramer
  - Year's Best Fantasy 5 (2005) con Kathryn Cramer
  - Year's Best Fantasy 6 (2006) con Kathryn Cramer (Tachyon Publications)
  - Year's Best Fantasy 7 (2007) con Kathryn Cramer (Tachyon Publications)
  - Year's Best Fantasy 8 (2008) con Kathryn Cramer (Tachyon Publications)

### Antologías
- The Battle of the Monsters and Other Stories (1976) con L. W. Currey
- The World Treasury of Science Fiction (1988)
- Masterpieces of Fantasy and Enchantment (1988) con Kathryn Cramer
- Spirits of Christmas (1989) con Kathryn Cramer
- Christmas Stars (1993)
- Christmas Forever (1993)
- Christmas Magic (1994)
- Northern Stars: The Anthology of Canadian Science Fiction (1994) con Glenn Grant
- The Screaming Skull and Other Great American Ghost Stories (1994)
- The Ascent of Wonder: The Evolution of Hard SF[3] (1994) con Kathryn Cramer
- Masterpieces of Fantasy and Wonder (1994) con Kathryn Cramer
- Visions of Wonder (1996) con Milton T. Wolf
- The Science Fiction Century (1997)
- Bodies of the Dead and Other Great American Ghost Stories (1997)
- Northern Suns (1999) con Glenn Grant
- Centaurus: The Best of Australian Science Fiction (1999) con Damien Broderick
- The Hard SF Renaissance (2002) con Kathryn Cramer
- The Science Fiction Century, Volume One (2006)
- The Space Opera Renaissance (2006) con Kathryn Cramer (Tor Books)
- The Sword & Sorcery Anthology (2012) con Jacob Weisman (Tachyon Publications)
- Twenty-First Century Science Fiction (2013) con Patrick Nielsen Hayden (Tor Books)

### Ensayo
- Age of Wonders: Exploring the World of Science Fiction (1985)